# Macropsis hobartensis
Macropsis hobartensis är en insektsart som beskrevs av Evans 1935. Macropsis hobartensis ingår i släktet Macropsis och familjen dvärgstritar. Inga underarter finns listade i Catalogue of Life.